# Guizhou Tyre
Guizhou Tyre Co. Ltd. (贵州轮胎股份有限公司S) è un'impresa statale cinese con sede nella città di Guiyang, nel settore della produzione di gomma.
Ha iniziato la sua attività nel 1958. È stata quotata alla Borsa di Shenzhen nel 1977.
Nel 2025 è, per fatturato, il ventiquattresimo produttore al mondo di pneumatici per autoveicoli.